# Monumento storico (Francia)

Logo dei monumenti storici francesi: il labirinto della cattedrale di Notre-Dame di Reims

Monumento storico (in francese Monument historique) in Francia è la classificazione o l'iscrizione, per decreto governativo, di un oggetto (monumento), notevole per la sua storia o la sua architettura, come bene d'utilità pubblica, che mira alla sua protezione e conservazione. Questo riconoscimento d'interesse pubblico riguarda più specificatamente l'arte e la storia collegate al monumento.
La classificazione può anche essere applicata a oggetti mobiliari (sia propriamente detti mobili, sia costruzioni per immobili) che presentano un interesse storico, si tratti di beni mobili ecclesiastici (campane, calici, patene) o di altro (inferriate di porte, ecc.). Gli archivi hanno potuto essere classificati come «monumenti storici» fino alla legge del 1979 sugli archivi, che ha instaurato un regime specifico (attualmente codificato al Libro II del codice del patrimonio), che s'ispira tuttavia molto al regime dei monumenti storici.
Esistono due livelli di protezione: la classificazione come monumento storico e l'iscrizione semplice a titolo di monumento storico (precedentemente conosciuta come «iscrizione all'inventario supplementare dei monumenti storici»). Specificando bene, nel primo caso il bene in questione «è classificato», nel secondo, «è iscritto».
A lungo sottoposti alle disposizioni della legge del 31 dicembre 1913, la classificazione e l'iscrizione ormai sono disciplinate dal titolo II del Libro VI del Codice del patrimonio e con il Decreto n. 487 del 30 marzo 2010.

## Storia
Il Medioevo e l'Antico Regime consideravano il patrimonio come costruzioni che appartenevano ai principi e ai re. Il concetto di «Patrimonio storico» non esisteva, salvo che per alcuni specialisti come Bernard di Montfaucon, Roger di Gaignières e Aubin-Louis Millin di Grandmaison. Questi uomini, come tutti quelli del Medioevo, veneravano più le tracce che rimanevano del passato, soprattutto attraverso i sigilli e le medaglie.
I "beni nazionali", costituiti a seguito della nazionalizzazione dei beni del clero (ottobre 1790), degli Emigrati (novembre 1791) e della Corona di Francia (settembre 1792), hanno avuto fortune diverse. Alcuni sono stati consegnati alla rivendicazione popolare, che ha generato la nozione di vandalismo, inventata dall'abate Henri Grégoire in ottobre 1794, altri sono serviti per materiali da costruzione e sono scomparsi (Abbazia di Cluny, Castello abbaziale di Vézelay, ecc.), gli ultimi cambiano destinazione e riprendono il loro impiego (la baia di Le Mont-Saint-Michel funse da prigione).
Nel 1790, Aubin-Louis Millin parla per la prima volta di «Monumento storico» all'Assemblea Nazionale Costituente, in occasione della demolizione della Bastiglia. «Monumento storico» diventa il simbolo del pre-rivoluzione, dell'Antico Regime. Circola l'idea di conservare una prova dell'Ancien Régime, e così nel 1795, Alexandre Lenoir è incaricato di creare il "museo dei monumenti francesi", dove raccogliere i frammenti d'architettura che riesce a salvaguardare.
Il vandalismo comporta reazioni, in particolare dei romantici (François-René de Chateaubriand, Victor Hugo, che pubblica nel 1825 un libello, Guerre aux démolisseurs, in italiano "Guerra ai demolitori"). La salvaguardia passa per un lavoro d'inventario fin dal 1795: il Consiglio degli edifici civili completa l'inventario dei castelli che Luigi XVI di Francia aveva cominciato, nel 1820, il barone Isidore Taylor e Charles Nodier, pubblicano Voyages pittoresques et romantiques dans l'ancienne France (Viaggi pittoreschi e romantici nella vecchia Francia), ecc.
Nel 1819, per la prima volta, il bilancio del Ministero dell'Interno ha un capitolo sui "Monumenti storici". Nel 1830, il ministro dell'Interno François Guizot crea la funzione d'ispettore dei monumenti storici, che attribuisce a Ludovic Vitet, poi nel 1834 a Prosper Mérimée. La missione dell'ispettore dei monumenti storici è di classificare le costruzioni e distribuire i prestiti per mantenerle con il restauro. Nel 1837, la commissione dei monumenti storici è creata, è composta da sette volontari, che fanno un lavoro d'inventario, di classificazione e d'attribuzione dei prestiti. La commissione s'incarica anche di formare gli architetti che intervengono sui monumenti (cominciando con Eugène Viollet-le-Duc).

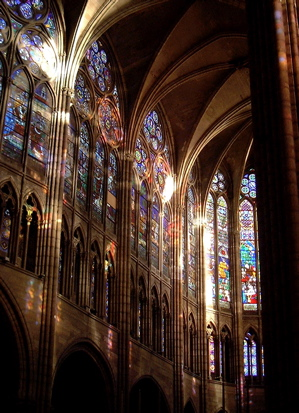
L'Abbazia di Saint-Denis è uno dei primi monumenti a essere classificato «Monumento storico»

Nel 1840, la commissione pubblica la sua prima lista che conta 1034 monumenti storici: gli allineamenti megalitici di Carnac, il Castello di Roquetaillade, la Basilica di Vézelay, la Cattedrale di Notre-Dame di Reims, l'Abbazia di Montierneuf, la Cattedrale di Beauvais, ecc. Questo primo elenco comporta soltanto edifici vecchi e medioevali (del XVI secolo), a eccezione notoria degli allineamenti di Carnac. Tutti i monumenti classificati sono costruzioni pubbliche (che appartengono allo Stato, al dipartimento o al comune), la cui conservazione richiede lavori (e dunque prestiti).
Successivamente, la commissione prosegue il suo lavoro d'inventario, i monumenti storici aumentano di numero e il settore di protezione si allarga seguendo tre direzioni: cronologica, tipologica (si cerca di proteggere un edificio che rappresenta ogni genere) e verso l'architettura vernacolare. Così nel 1851, la commissione crea la Missione eliografica, incaricata di fotografare i monumenti francesi.
Il XIX secolo crea ancora architetti dei monumenti storici, nel 1893 ha luogo il primo concorso d'architetto principale dei monumenti storici (ACMH), infine nel 1907, un decreto fissa lo statuto di ACMH.
La legge del 30 marzo 1888 fissa per la prima volta i criteri e la procedura di classificazione, mentre la legge del 21 aprile 1906 pone il principio di classificazione delle unità naturali pittoresche.
La legge del 31 dicembre 1913, definisce i criteri di classificazione dei monumenti storici e gli interventi obbligatori. Questo stesso anno, tra i monumenti storici vengono accettati quattro castelli posteriori al Medioevo, il Palazzo del Lussemburgo, la Reggia di Versailles, il Castello di Maisons-Laffitte, il Palazzo del Louvre.
Durante gli anni venti e trenta, la classificazione si apre al patrimonio privato, ciò che è considerato come una privazione del diritto di proprietà (esempio del 1926: le Saline Reali di Arc-et-Senans). Il concetto si amplia anche al Rinascimento e all'età classica cioè dal XVI secolo al XVIII secolo (ad esempio, nel 1920 il Pantheon a Parigi). Si decide di accettare anche l'architettura eclettica, così nel 1923 viene classificata anche l'Opéra Garnier. Con l'abbandono delle unità combattenti da parte dei soldati alla fine della prima guerra mondiale, l'architettura militare del Rinascimento e dell'età classica inizia a essere classificata. Infine a questo periodo risale un tipo di classificazione di secondo ordine, l'iscrizione all'inventario supplementare dei monumenti storici.
La legge del 2 maggio 1930, che sostituisce quella del 1906, tende ad avvicinare le procedure a classificazione dei monumenti costruiti da una parte, e delle unità e spazi naturali dall'altra. Introduce anche la possibilità di classificare come un'unità una zona situata vicino a un edificio classificato o iscritto. La protezione delle unità naturali ormai è disciplinata dal Codice dell'ambiente.
La legge del 25 febbraio 1943, che modifica la legge del 31 dicembre 1913, precisa queste disposizioni introducendo un campo di visibilità di 500 m. La Legge del 1943 considera infatti che un monumento è anche tutto ciò che procura i suoi accessi. È per questo che la legge impone un modulo di vigilanza in relazione ai progetti di lavori nel campo di visibilità dei monumenti storici.
A seguito della seconda guerra mondiale e delle distruzioni massicce dovute ai bombardamenti tedeschi del 1940 e a quelli alleati del 1944 e del 1945, e il boom economico dei Trente Glorieuses (1946–1975), durante il quale si continua a demolire per ricostruire ex novo, la protezione cambia di conseguenza. Il 4 ottobre 1962, André Malraux promuove una legge sulle aree protette che proteggeva parti della città. Parallelamente, la classificazione dei monumenti storici si apre anche all'architettura civile dal XVI secolo al XVIII secolo, all'architettura monumentale del XIX secolo e del XX secolo.
Così sono stati classificati:
- La Torre Eiffel, Gustave Eiffel 1889 nel 1964,
- L'Unité d'Habitation di Marseille, Le Corbusier 1947,
- La Cappella di Notre-Dame du Haut, Le Corbusier 20 giugno 1955,
- La Villa Savoye, Le Corbusier 1931 nel 1965 e nel 1967,
- La Chiesa Notre-Dame di Raincy, Auguste Perret 1923 nel 1966,
- La Villa Stein, Le Corbusier 1928 nel 1975,
- La Chiesa del Sacro Cuore di Audincourt,
- La Chiesa di Notre-Dame di Toute Grâce di Plateau d'Assy, nel 2004.

e nell'architettura vernacolare:
- Il Palazzo Ferdinand Cheval nel 1969.

L'architettura del ferro ha impiegato tempo a essere riconosciuta e classificata, le Halles di Victor Baltard sono state distrutte tra il 1971 e il 1973 (un solo padiglione è stato classificato monumento storico ed è stato rimontato a Nogent-sur-Marne, nel 1977, fuori del suo contesto originale), la biblioteca Sainte-Geneviève di Henri Labrouste, attende fino al 1988 per essere classificata.
La fine degli anni ottanta e l'inizio degli anni novanta vedono l'inizio della protezione del patrimonio industriale, quanto l'architettura (il laminatoio della Chocolaterie Menier di Jules Saulnier a Noisiel è stato classificato nel 1992), che le macchine (la collezione Schlumpf nella Città dell'automobile è stata classificata nel 1978 per evitare la sua dispersione). Nello stesso tempo la missione del Patrimonio marittimo e fluviale, con la classificazione di fari, segnalatori d'acqua (boe), gru, ecc.
Sono protetti anche i luoghi importanti della storia francese: la casa natale di Napoleone Bonaparte o quella di Giovanna d'Arco (classificata nel 1840), le mura di Fédérés, Oradour-sur-Glane (classificato il 10 maggio 1946), ecc., invece nei giardini, intorno al 1920 vennero classificati i parchi di Versailles e Fontainebleau, verso il 1930 il Castello di Azay-le-Rideau.
Altri monumenti, riflettono l'Art Nouveau francese (movimento della Scuola di Nancy) è stato classificato alla fine degli anni novanta, principalmente a Nancy.
Al 31 dicembre 2005, c'erano 42 310 monumenti distribuiti come segue: 14 282 classificati e 28 028 iscritti nell'inventario supplementare dei monumenti storici. Attualmente, i prestiti attribuiti dal Ministero della Cultura sono decentralizzati alla DRAC (Direzione regionale degli affari culturali) o gestiti dal Service National des Travaux (SNT).
Il «monumento storico», parte di una volontà pedagogica di prova storica, si è così trasformata nel tempo in «sindrome dell'arca di Noè».

## Procedura di classificazione
Il passo di classificazione può essere fatto da chiunque, che siano attori pubblici o particolari (proprietari di un edificio ad esempio), presso SDAP (Servizio dipartimentale dell'architettura e del patrimonio). L'ABF (Architetto degli edifici della Francia) che è l'interlocutore privilegiato nella procedura di classificazione e nel controllo dell'applicazione dei vincoli, una volta che la classificazione è stata effettuata.
La cartella di domanda di protezione è generalmente predisposta da persone collegate alla DRAC (Direzione regionale degli affari culturali): essa deve comportare una parte documentaria, che dà informazioni dettagliate sulla costruzione (storia, situazione urbanistica, giuridica, ecc.), e dei documenti fotografici e cartografici.
La cartella così costituita è in seguito presentata al parere:
- nel caso di un immobile, della Commissione regionale del patrimonio e delle unità (CRPS), costituita da 32 membri e presieduta dal Prefetto della Regione;
- nel caso di un mobile, della Commissione dipartimentale degli oggetti mobiliari, composta da 25 membri e presieduta dal Prefetto del Dipartimento;
- nel caso di un organo, della Commissione nazionale dei monumenti storici.

Il Prefetto può sia emettere un decreto d'iscrizione, sia trasmettere la cartella al ministero in previsione della classificazione. Il Prefetto può anche pronunciare l'iscrizione e trasmettere la cartella in attesa di una classificazione ulteriore. Qualora la cartella sia presentata al ministro, la commissione nazionale dei monumenti storici si pronuncia e ha allora due possibilità, sia proporre la classificazione, sia proporre l'iscrizione (se la costruzione presentata non giustifica una classificazione). In questo caso, il ministro firma il decreto di classificazione.
In caso d'opposizione del proprietario dell'oggetto che si propone di classificare, la classificazione può essere operata automaticamente dal Decreto del Consiglio di Stato.

## Conseguenze della classificazione
Per qualsiasi trasformazione sull'edificio o l'oggetto classificato, i proprietari devono fare richiesta almeno quattro mesi prima dell'inizio dei lavori presso il Prefetto indicando il dettaglio dei lavori da effettuare.
La costruzione classificata non può essere distrutta né mossa, neanche parzialmente.
Non può essere ceduta (venduta, donata, ...) senza che il Ministro ne sia stato informato prima. L'acquirente deve essere informato, prima della vendita, della classificazione o dell'iscrizione.
Inoltre nessuna costruzione nuova può essere effettuata in prossimità della costruzione protetta senza accordo con il Ministro.

## Intervento e restauro dei monumenti storici
I lavori di manutenzione, di riparazione e di restauro possono beneficiare di una partecipazione finanziaria dello Stato che non esclude gli aiuti che altre Comunità possono consentire al committente. I lavori autorizzati su una costruzione iscritta sono realizzati dal proprietario con l'appoggio dell'architetto e delle imprese di sua scelta. Questi, a titolo della conservazione della costruzione, possono beneficiare di una partecipazione finanziaria dello stato limitata al 40% della somma totale.
I lavori autorizzati su una costruzione classificata sono effettuati sotto il controllo dell'amministrazione. Nel caso di un aiuto finanziario dello Stato, il ricorso all'architetto principale dei monumenti storici territorialmente competente è obbligatorio.
L'importo della partecipazione eventuale dello Stato è determinato «considerando le caratteristiche particolari di questa costruzione, del suo stato attuale, della natura dei lavori proiettati, e infine degli sforzi acconsentiti dal proprietario o qualsiasi altra persona interessata alla conservazione del monumento». I lavori che restano a carico del proprietario possono essere compensati da vantaggi fiscali.

## Conseguenze sugli accessi
Considerando che un monumento è anche l'impressione che procurano i suoi accessi, la legge del 1943, modificata dall'articolo 40 della legge SRU (Legge relativa alla solidarietà e al rinnovo urbani) del dicembre 2000 impone un modulo di vigilanza in relazione ai progetti di lavori nel campo di visibilità dei monumenti storici. È considerata trovarsi in accessi di monumento storico ogni costruzione situata nel campo di co-visibilità di quest'ultimo (che sia classificato o iscritto). La co-visibilità significa che è visibile la costruzione del monumento o che da un punto di vista le due costruzioni sono visibili congiuntamente, questo in un perimetro (un raggio secondo la giurisprudenza), non eccedente i 500 metri. Così qualsiasi paesaggio o costruzione situata in questo campo è sottoposto a regolamentazioni specifiche in caso di modifica. Qualsiasi costruzione, restauro, distruzione proiettata in questo campo di visibilità devono ottenere l'accordo preliminare dell'Architetto degli edifici della Francia (ABF), (parere conforme, cioè che il sindaco è legato al parere del ABF), o di un parere semplice se non c'è co-visibilità (l'autorizzazione del sindaco non è legata a quella del ABF).

## Defiscalizzazione
Il proprietario di una parte del patrimonio storico francese beneficia di vantaggi fiscali.

### Vantaggi
- Possibilità d'imputazione sul reddito netto globale dell'insieme dei disavanzi fondiari derivato dalla differenza tra gli affitti e i caricamenti, che includono i lavori e gli interessi di prestito.
- Esenzione totale dai diritti di successione (anche per i mobili), con riserva della conclusione di una convenzione con i ministri delle finanze e per gli affari culturali che prevedono, in particolare, le modalità d'accesso del pubblico.
- Deduzione al 100% del reddito tassabile l'altra parte, che resta a carico del proprietario, lavori sovvenzionati dallo Stato e le spese che derivano dall'apertura del monumento alla visita pagante; gli altri caricamenti (lavori non sovvenzionati, spese di gestione, retribuzione di custodi, ecc.) sono deducibili al 100% se il monumento è aperto alla visita, al 50% se non lo è.

### Condizioni
- L'immobile deve essere classificato monumento storico a motivo del suo carattere storico o artistico particolare. L'iscrizione sull'inventario supplementare dei monumenti storici, che è nata dal gennaio 2005 come «Iscrizione come monumento storico» non dà diritto alle stesse defiscalizzazioni né agli aiuti pubblici.
- Alcune restrizioni esistono se la costruzione è occupata dal proprietario, solo una frazione dei caricamenti fondiari è imputabile sul reddito.